# Ceryx inaequalis
Ceryx inaequalis är en fjärilsart som beskrevs av Pieter Cornelius Tobias Snellen 1895. Ceryx inaequalis ingår i släktet Ceryx och familjen björnspinnare. Inga underarter finns listade i Catalogue of Life.